# Asthena
Asthena är ett släkte av fjärilar som beskrevs av Jacob Hübner 1825. Asthena ingår i familjen mätare, Geometridae.

## Dottertaxa tillAsthena, i alfabetisk ordning[1][2]
- Asthena ainoica
- Asthena albeolata
- Asthena albidaria
- Asthena albosignata
- Snövit hasselmätare Asthena albulata
- Asthena amurensis
- Asthena anastamosata
- Kornellmätare Asthena anseraria
- Asthena argyrorrhytes
- Asthena bilineata
- Asthena candidata
- Asthena chrysidia
- Asthena corculina
- Asthena corneata
- Asthena defectata
- Asthena distinctaria
- Asthena geminimaculata
- Asthena hamadryas
- Asthena lactularia
- Asthena lassa
- Asthena livida
- Asthena melanosticta
- Asthena nymphaeata
- Asthena nymphulata
- Asthena ochrifasciaria
- Asthena octamacularia
- Asthena plenaria
- Asthena sachalinensis
- Asthena soldaria
- Asthena straminearia
- Asthena subditaria
- Asthena undulata
- Asthena virgata
- Asthena yargongaria

## Bildgalleri

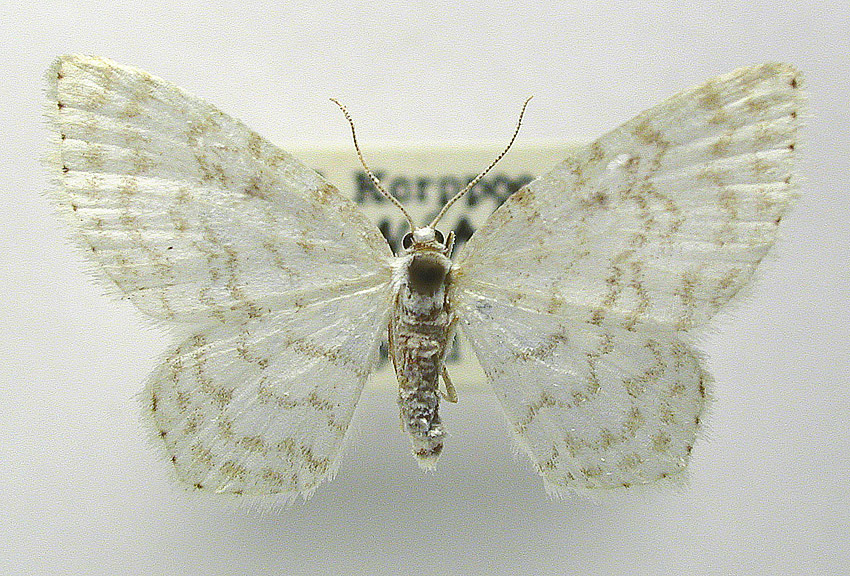
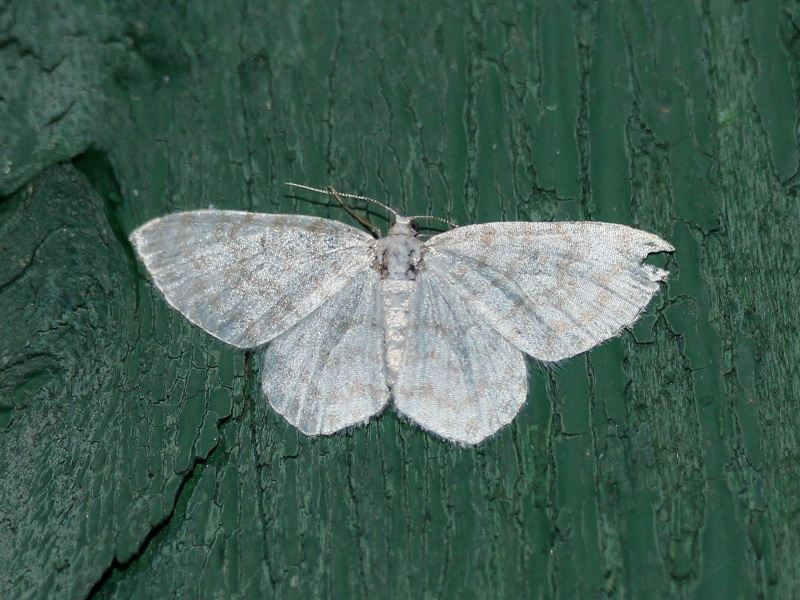
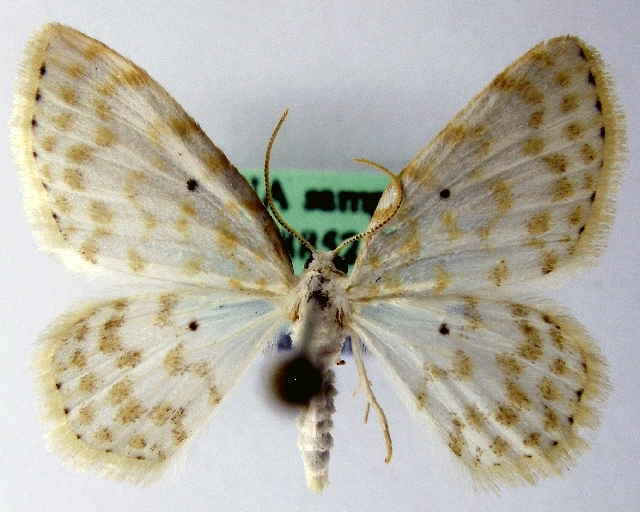
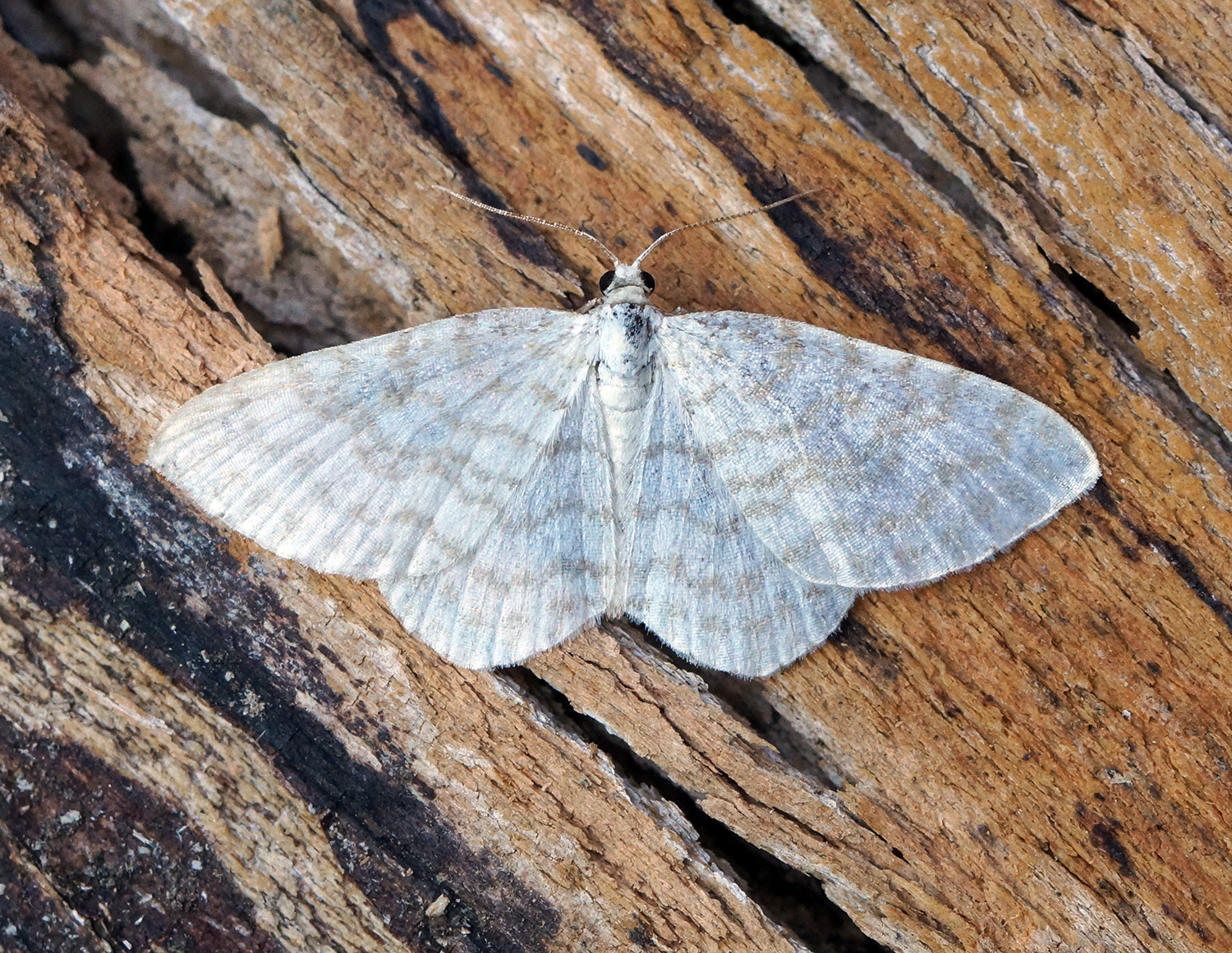